# Кук (округ, Джорджия)
Кук (англ. Cook County) — округ штата Джорджия, США. Население округа на 2000 год составляло 15 771 человек. Административный центр округа — город Эйдел.

## История
Округ Кук основан в 1918 году.

## География
Округ занимает площадь 593.1 км2.

## Демография
Согласно Бюро переписи населения США, в округе Кук в 2000 году проживало 15 771 человек. Плотность населения составляла 26.6 человек на квадратный километр.